# Victoria Cartier
Victoria Cartier (Prudença Victorine Cartier, * 4. April 1867 in Sorel, Québec; † 1. Januar 1955 in Montreal) war eine kanadische Organistin, Pianistin und Musikpädagogin.

## Leben und musikalische Karriere
Cartier wurde bei den Schwestern Unserer Lieben Frau ihrer Heimatstadt ausgebildet und war Klavier- und Orgelschülerin von Romain-Octave Pelletier. Sie wirkte dann als Klavierlehrerin und Organistin an der Kirche St-Pierre. 1896 ging sie nach Paris, wo sie Orgel bei Eugène Gigout, Klavier bei Élie Delaborde, Musiktheorie bei Louis-Albert Bourgault-Ducoudray und Musikpädagogik bei Hortense Parent studierte und mit Théodore Dubois, Raoul Pugno und Camille Saint-Saëns zusammentraf.
Nach ihrer Rückkehr nach Kanada 1898 gründete sie in Montreal die Klavierschule Paris-Montréal, an der sie die in Frankreich erlernten Unterrichtsmethoden umsetzte. Daneben unterrichtete sie auch am Villa-Maria Convent und dem Institut pédagogique de Westmount. Zu ihren Schülern zählten u. a. Alfred Lamoureux, Jean Leduc, Éva Plouffe und Esther Wayland.
Neben ihrer Lehrtätigkeit war Cartier auch weiterhin als Organistin aktiv. 1898 spielte sie in der Karn Hall die kanadische Uraufführung der Rhapsodie sur des airs canadiens, die Gigout ihr gewidmet hatte. Sie war Organistin der Kirche St-Louis-de-France, später der Kirche St-Viateur d’Outremont, wo sie 1913 die neue Casavant-Orgel einweihte, und schließlich der Kirche Immaculée-Conception.
Victoria Cartier starb am 1. Januar 1955 im Alter von 87 Jahren in Montreal.
| Personendaten    | Personendaten                            |
| ---------------- | ---------------------------------------- |
| NAME             | Cartier, Victoria                        |
| ALTERNATIVNAMEN  | Cartier, Prudença Victorine              |
| KURZBESCHREIBUNG | kanadische Organistin und Musikpädagogin |
| GEBURTSDATUM     | 4. April 1867                            |
| GEBURTSORT       | Sorel, Québec                            |
| STERBEDATUM      | 1. Januar 1955                           |
| STERBEORT        | Montreal                                 |